# Klaus Löhe
Klaus Löhe (* 17. Oktober 1944 in Berlin; † 2. Februar 2015 ebenda) war ein deutscher Politiker (SPD) aus Berlin.

## Leben
Nach einer abgeschlossenen Lehre bei der Deutschen Bundespost arbeitet er bis 1971 bei der Justiz, trat in die SPD ein und wechselte in die Berliner Senatsverwaltung für Familie, Jugend und Sport als Mitarbeiter des zentralen sozialarbeiterischen Praxisteams „Schutzhilfe“. Die beliebte, praxisbezogene linke Senatorin Ilse Reichel-Koß (SPD) nahm für ihn eine Rolle als fachliches und politisches Vorbild ein. Von 1975 bis 1978 studierte Löhe an der Fachhochschule für Verwaltung und Rechtspflege Berlin und schloss als Diplom-Verwaltungswirt (FH) ab. Mit Wolfgang Heckmann baute er später das Referat des Landesdrogenbeauftragten auf.

## Politische Karriere
1979 wurde Klaus Löhe in die Bezirksverordnetenversammlung von Berlin-Neukölln gewählt. Seine Schwerpunkte waren dort der Jugendwohlfahrtsausschuss (Vorsitzender) und der Schulausschuss. Diese Funktionen übte er bis zu seiner Wahl in das Abgeordnetenhaus von Berlin im Jahre 1985 aus. Dort leitet er den Ausschuss für Jugend und Familie als Vorsitzender und war im Schul- und Hauptausschuss tätig. Bei den Berlinwahlen im Jahre 1989 konnte er seinen Wahlkreis in Berlin-Britz direkt gewinnen. Löhe übernahm für die Fraktion der SPD die Funktion des jugendpolitischen Sprechers. Bei den ersten Gesamtberliner Wahlen am 2. Dezember 1990 erlangte er ein weiteres Mal ein Mandat für das Berliner Abgeordnetenhaus.
Als Abgeordneter richtete er mit Senatorin Anne Klein (AL) in der Legislaturperiode 1985 bis 1989 das Referat „für gleichgeschlechtliche Lebensfragen“ ein. 1991 erfolgte die Ernennung zum Staatssekretär in der Senatsverwaltung für Jugend und Sport unter der Leitung von Senator Thomas Krüger. In dieser Phase war Löhe Mitgestalter des Ausführungsgesetz zum KJHG Berlin. Nach den Wahlen am 22. Oktober 1995 setzte er seine Arbeit unter der Leitung von Senatorin Ingrid Stahmer fort. In dieser Amtszeit setzte er sich als Sportstaatssekretär für den Umbau des Olympiastadions und gegen den Neubau eines reinen Fußballstadions ein. 
Nach der Wahl 1999 versetzte ihn der neue SPD-Bildung/Jugend/Sportsenator Klaus Böger in den einstweiligen Ruhestand.
In den Jahren 2004 bis 2008 wickelte Klaus Löhe die große Jugendhilfe-Stiftung Öffentlichen Rechts „Jugendaufbauwerk“ im Auftrag der Senatsverwaltung ab.
2010 trat Löhe aus der SPD aus.